# Alfred Reade Godwin-Austen
Sir Alfred Reade Godwin-Austen KCSI, CB, OBE, MC (* 17. April 1889 in Frensham, Surrey; † 20. März 1963 in Maidenhead, Berkshire) war ein britischer Offizier der British Army, der seinem Land in beiden Weltkriegen diente und den Rang eines Generals erreichte.

## Leben
Als jüngerer Sohn und eines von fünf Kindern von Lieutenant Colonel Alfred Godwin-Austen geboren, wurde Godwin-Austen am St Lawrence College in Ramsgate und am Royal Military College Sandhurst ausgebildet. Sein Urgroßvater Sir Henry Thomas Godwin hatte die britisch-indischen Truppen im Zweiten Anglo-Birmanischen Krieg (1852–1853) befehligt, der Topograph Henry Haversham Godwin-Austen war sein Onkel.
Godwin-Austen wurde 1909 ins Regiment South Wales Borderers aufgenommen. Im Ersten Weltkrieg diente er unter anderem auf Gallipoli und in Mesopotamien und wurde mit dem Military Cross ausgezeichnet. Von 1923 bis 1925 besuchte er das Staff College Camberley und diente anschließend im War Office, am RMC Sandhurst und in Ägypten. 1927 wurde sein Werk The Staff and the Staff College veröffentlicht.
Von 1936 bis 1937 befehligte Godwin-Austen das 2. Bataillon der Duke of Cornwall’s Light Infantry, anschließend wurde er Leiter der britischen Militärmission im Königreich Ägypten. Im Dezember 1938 wurde ihm der Befehl über die im Nahen Osten stationierte 14th Infantry Brigade übertragen, mit der er an der Niederschlagung des Arabischen Aufstands im Völkerbundsmandat für Palästina beteiligt war. Wenige Tage vor dem Ausbruch des Zweiten Weltkriegs wurde er im August 1939 als Nachfolger von Bernard Montgomery Kommandeur der übergeordneten 8th Infantry Division. Nach der Auflösung der Division im Februar 1940 wurde er mit der Aufstellung der 2nd (African) Division (später 12th (East African) Division) beauftragt, deren Hauptkomponente die King’s African Rifles waren und die von Britisch-Ostafrika aus am Ostafrikafeldzug von 1940 bis 1941 teilnahm. Bevor er sein Kommando formell antrat, erhielt er im August 1940 nach Britisch-Somaliland beordert, das zu dieser Zeit von den überlegenen Kräften der Italiener angegriffen wurde, und sorgte für einen planmäßigen Rückzug nach Berbera, von wo die Truppen nach Aden evakuiert wurden. Premierminister Winston Churchill war über diese fast kampflose Aufgabe einer Kolonie – die Verluste der Briten waren zahlenmäßig gering – erbost und fasste eine Abneigung gegen Godwin-Austen, den er suspendieren und vor eine Untersuchungskommission stellen lassen wollte. Dies wurde durch Intervention Archibald Wavells, des damaligen Oberbefehlshabers im Nahen Osten, abgewendet. Godwin-Austen übernahm die 2nd (African) Division im September 1940 und führte sie unter dem Oberbefehl von Alan Cunningham im Februar 1941 über die Grenze Italienisch-Somalilands. Nach dem Abschluss der Hauptoperationen in Ostafrika übergab er im August 1941 den Befehl an seinen Nachfolger Charles Christopher Fowkes.
Sein nächstes Kommando war das des XIII Corps (vormals Western Desert Force, nun Teil der Eighth Army) in Nordafrika, welches er im September 1941 von Noel Beresford-Peirse übernahm. Während der im November 1941 begonnenen Operation Crusader äußerte er deutlichen Protest über den Entschluss des Oberbefehlshabers Cunningham, die Offensive ohne Erreichen des Ziels der Aufhebung der Belagerung von Tobruk einzustellen. Cunningham wurde noch im November 1941 abgelöst und die Offensive unter seinem Nachfolger Claude Auchinleck erfolgreich bis zur Befreiung von Tobruk und weiter bis nach El Agheila geführt. Im Januar 1942 wurde Godwin-Austens Korps von Gegenangriffen der Panzerarmee Afrika bedroht. Er konsultierte mit seinem neuen Vorgesetzten, General Neil Ritchie, und bat ihn um eine Genehmigung zum Rückzug aus Bengasi, die dieser auch erteilte. Wenig später änderte Ritchie unter dem Einfluss Churchills seine Meinung und stellte Godwin-Austen somit bloß. Es folgten weitere für Godwin-Austen kaum akzeptable Entscheidungen Ritchies und nach dem Verlust Bengasis Ende Januar richtete Godwin-Austen am 2. Februar ein Ablösungsgesuch an Auchinleck, das dieser zögernd annahm.
Auf Drängen Churchills erhielt Godwin-Austen trotz der Fürsprache mehrerer Vorgesetzter kein neues Kommando und wurde auf einen Posten als Director of Research ins War Office abgeschoben. 1943 wurde er Vize-Generalquartiermeister im War Office und 1945 Quartermaster-General, später leitender Verwaltungsoffizier, des India Command in Delhi (unter Auchinleck). 1946 wurde er als Knight Commander des Order of the Star of India zum Ritter geschlagen und trat im folgenden Jahr im Rang eines General aus dem aktiven Dienst. Im Ruhestand war Godwin-Austen von 1950 bis 1954 Regimentschef der South Wales Borderers. Er starb 1963 im Alter von 73 Jahren.